# Саро (Кантабрія)
Саро (ісп. Saro) — муніципалітет в Іспанії, у складі автономної спільноти Кантабрія. Населення — 520 осіб (2009).
Муніципалітет розташований на відстані близько 320 км на північ від Мадрида, 22 км на південь від Сантандера.
На території муніципалітету розташовані такі населені пункти: Льєрана, Саро (адміністративний центр).

## Демографія
Динаміка населення (INE ):

## Галерея зображень

Розташування муніципалітету